# Nageljnove žbice
Nageljnove žbice (klinčki) so močno dišeči in pekoči posušeni cvetni popki dišečega klinčevca (Syzygium aromaticum). To drevo je doma na Moluških otokih (»Dišavnih otokih«).
Drevo je zimzeleno in zraste približno 12 metrov v višino. Domačini sušijo popke 3 dni, njihova rožnata barva preide pri tem v rjavo. »Žbice« so dobile ime zato, ker imajo obliko starinskega žeblja. 
Pri kuhanju se uporabljajo posušeni, tik pred cvetenjem obrani cvetni popki.
Nageljnove žbice (ki z nageljni nimajo nobene zveze) so prastara začimba. Najprej so jih spoznali v vzhodni Aziji. V Evropi so to začimbo spoznali relativno pozno, menda šele v četrtem stoletju in Evropejci dolgo niso vedeli, od kod izvira. Z nageljnovimi žbicami so sprva začinjali praktično vse jedi. 
Pri kuhanju se uporabljajo praviloma cele, le za peko se uporabljajo zmlete.
Nageljnove žbice uporabljamo pri pripravi:
- svinjske pečenke
- nekaterih salam in včasih krvavic
- kompotov
- vročih pijač (na primer kuhanega vina)
- sadnih sladic in drobnega peciva

## Uporaba v medicini
Nageljnove žbice vsebujejo veliko količino eteričnega olja, ki je skoraj čisti evgenol, to je substanca, ki učinkuje razkuževalno in se dodaja v zobne paste, ustne vode, v zobozdravstvu pa je sestavina izpolnjevalnih mas in služi za zdravljenje zobnih korenin.